# San Marino (Stany Zjednoczone)
San Marino – miasto w Stanach Zjednoczonych, w stanie Kalifornia, w hrabstwie Los Angeles. W 2010 zamieszkiwało je 13 147 osób. Miasto leży na wysokości 172 metrów n.p.m. i zajmuje powierzchnię 9,775 km².
Prawa miejskie uzyskało 25 kwietnia 1913.